# باساربوو
باساربوو (به لاتین: Basarbovo) یک منطقهٔ مسکونی در بلغارستان است که در شهرستان روسه واقع شده‌است. باساربوو ۲۶٫۴۹۹ کیلومتر مربع مساحت و ۱٬۴۱۶ نفر جمعیت دارد و ۸۱ متر بالاتر از سطح دریا واقع شده‌است.